# Beatles for Sale (EP)
 Beatles for Sale (englisch Beatles zu verkaufen) ist eine am 6. April 1965 veröffentlichte EP der britischen Rockband The Beatles. Es war die achte EP der Beatles, die auf Parlophone (Katalognummer GEP 8931) veröffentlicht wurde. Alle vier Titel der EP stammen vom Album Beatles for Sale. Die EP erschien ausschließlich in Mono.

## Hintergrund
Die Veröffentlichung der EP Beatles for Sale erfolgte vier Monate nach dem Erscheinen des Albums Beatles for Sale im Dezember 1964.
Am 10. April 1965 stieg die EP auf Platz 11 der britischen EP-Charts ein, insgesamt hielt sich Beatles for Sale 47 Wochen in den EP-Charts, davon sechs Wochen auf Platz 1. In den britischen Singles-Charts konnte sich die EP nicht platzieren.
Während Großbritannien keine Single aus dem Album Beatles for Sale ausgekoppelt wurde, entschied die Schallplattengesellschaft Odeon in Deutschland die Singles No Reply / Eight Days a Week (10. Februar 1965 / Platz 5) und Rock and Roll Music / I’m a Loser (22. Februar 1965 / Platz 2) zu veröffentlichen. Im März 1965, einen Monat vor der britischen Veröffentlichung, erfolgte in Deutschland dann die Veröffentlichung der Stereo-EP The Beatles’ Music (Katalognummer Odeon SMO 41 668), die die beiden Singles enthält und dann im April 1965 in Großbritannien unter dem Titel Beatles for Sale in einem anderen Cover erschien.
Am 8. Juni 1965 erfolgte in Deutschland noch die dritte Singleauskopplung mit Kansas City/Hey Hey Hey Hey / I Don’t Want to Spoil the Party (Platz 18). In den USA wurde das Album Beatles for Sale nicht veröffentlicht, die Single Eight Days a Week / I Don’t Want to Spoil the Party, am 15. Februar 1965 erschienen, erreichte aber Platz 1 der US-amerikanischen Charts.

## Covergestaltung
Das Cover war mit Ausnahme der Beschriftung identisch mit dem des Albums Beatles for Sale. Auf der Rückseite des Covers ist ein Begleittext von Tony Barrow, dem Pressereferenten der Beatles, abgedruckt.

## Titelliste
Seite 1
1. No Reply (Lennon/McCartney) – 2:20
  - Aufgenommen am 30. September 1964. Gesungen von John Lennon.
2. I’m a Loser (Lennon/McCartney) – 2:34
  - Aufgenommen am 14. August 1964. Gesungen von John Lennon.

Seite 2
1. Rock and Roll Music (Chuck Berry) – 2:36
  - Aufgenommen am 18. Oktober 1964. Gesungen von John Lennon.
2. Eight Days a Week (Lennon/McCartney) – 2:44
  - Aufgenommen am 6. und 18. Oktober 1964. Gesungen als Duett von John Lennon und Paul McCartney.

## Wiederveröffentlichungen
Die EP Beatles for Sale wurde bis in die 1970er Jahre gepresst. Im Dezember 1981 erschien die EP als Teil des Boxsets The Beatles E.P.s Collection, das alle britischen EPs enthielt. Am 26. Mai 1992 erschien dieses Set mit dem leicht geänderten Titel The Beatles Compact Disc EP. Collection als CD-Ausgabe.